# Fritz Dobbert
A Fritz Dobbert é uma indústria de pianos, sediada em Osasco, na região metropolitana de São Paulo. É a única indústria de pianos ainda em funcionamento na América Latina e atual líder no segmento de pianos acústicos no Brasil.
Atualmente, a empresa é dirigida pela segunda geração de seus fundadores.

## História
A fábrica foi fundada em 13 de maio de 1950 pelo luthier alemão Otto Halben e pelos irmãos Celio e Thyrso Bottura no bairro do Canindé, sob o nome de Indústria de Pianos Halben. No ano de 1956, os irmãos Bottura assumem a empresa e reestruturam seu quadro acionário, logo após, mudam a fábrica para um complexo de galpões no bairro de Pirituba, passando a utilizar a razão social de Pianofatura Paulista S.A.

### A Pianofatura Paulista S.A.
A Pianofatura Paulista chegou a produzir seus pianos com mais de vinte marcas diferentes assinadas em seus pianos. Em 1958, o artesão Fritz Wilhelm Ernst Otto Dobbert, funcionário da fábrica, desenvolveu novos instrumentos que obtiveram muito sucesso comercial e receberam o seu nome assinado nestes. Em pouco tempo, a marca Fritz Dobbert se tornaria a única a ser produzida pela empresa.
Entre o fim da década de 1950 e o início da década de 1960, a companhia fundou uma escola de marcenaria dentro de sua sede com o objetivo de gerar mão de obra especializada para trabalhar na fábrica. Em seus tempos áureos, a produção chegava a cinco mil pianos por ano, tendo cerca de 40% de sua produção exportada para a América do Sul, Estados Unidos e parte da Europa.

### Abertura do mercado brasileiro
Em 1990, com a eleição de Fernando Collor de Mello e abertura do mercado brasileiro, muitas fabricantes brasileiras de instrumentos musicais sofreram com a chegada de novos produtos importados com preços competitivos. A Fritz Dobbert foi uma das atingidas, sendo obrigada a reduzir sua produção anual, demitir alguns funcionários e se reinventar para manter-se no mercado.
Em 1997, fechou um acordo para representação exclusiva no Brasil da fabricante japonesa de pianos Kawai. Cerca de 20% do faturamento da Pianofatura Paulista vem da representação e revenda dos produtos da empresa japonesa. Na mesma época, seus donos fundaram a fábrica de móveis Sette.
Atualmente, além de fabricar os próprios pianos, a Fritz Dobbert também representa e distribui no Brasil as marcas Kawai, Ritmüller e a linha exclusiva Shigeru Kawai.

### Mudança de sede
Em maio de 2015, ao completar 65 anos de existência, a empresa encerrou suas atividades na icônica fábrica do bairro de Pirituba e se mudou para as novas instalações atuais, na cidade vizinha de Osasco.
Sua fábrica ficava situada na Avenida Raimundo Pereira de Magalhães, 5028, ao lado do Hospital Psiquiátrico Pinel e da Estação Pirituba da CPTM.

## Curiosidades
- Apesar de ter surgido em uma época onde outras fabricantes brasileiras de piano como a Essenfelder, Schwartzmann, Zimmermann e a Fábrica de Pianos Brasil já existiam,[7] a Pianofatura Paulista foi a única empresa a seguir produzindo e comercializando pianos totalmente fabricados no Brasil.
- Em 2011, quatro pianos da Fritz Dobbert foram doados para que o Metrô de São Paulo pudesse instala-los dentro das estações, disponibilizando-os para que os passageiros pudessem toca-los. Inicialmente, os pianos foram instalados em estações das linhas 1 - Azul, 2 - Verde e 5 - Lilás.[8][9]

## Galeria

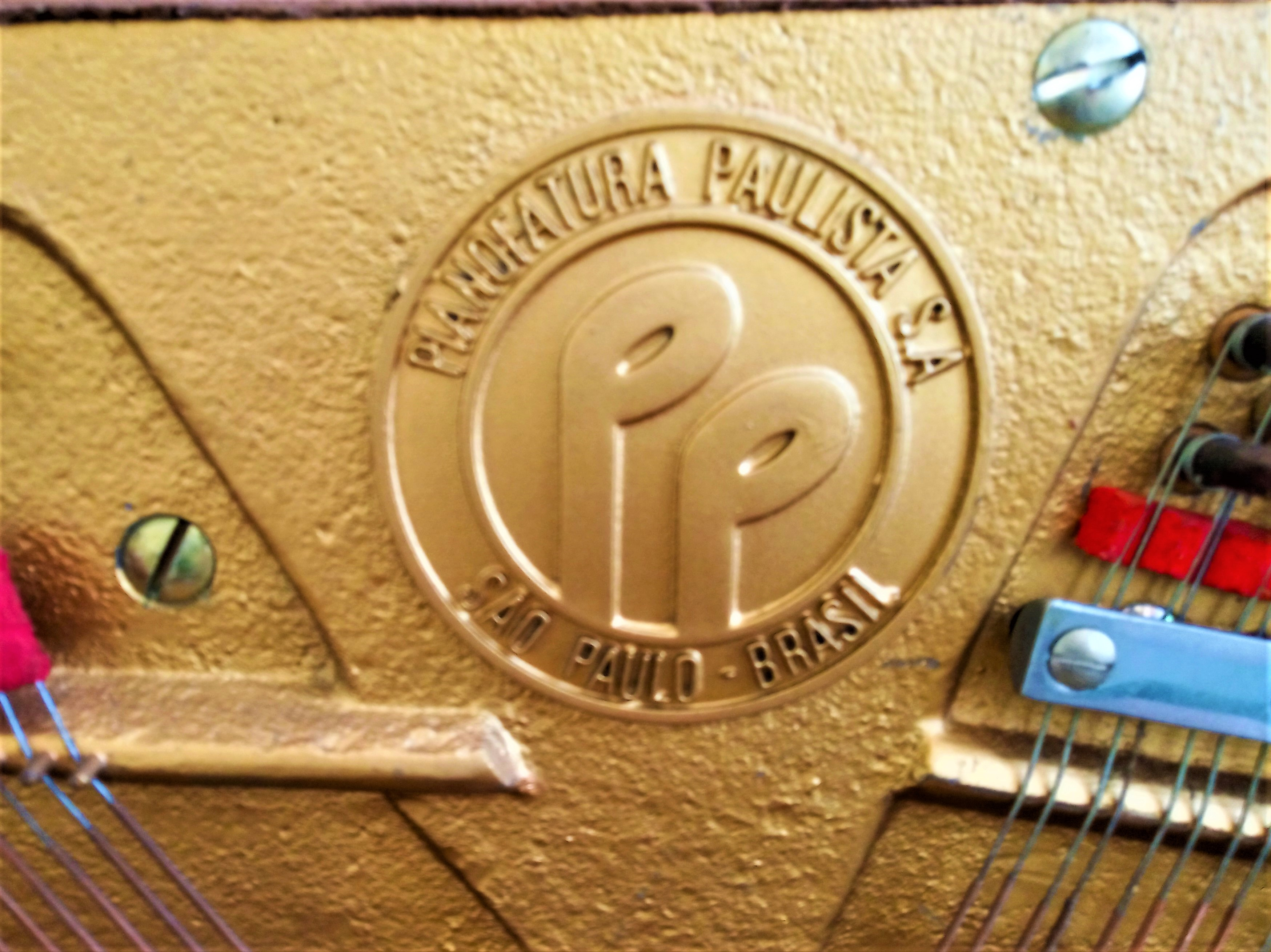
Emblema da Pianofatura Paulista S.A. presente na chapa dos pianos fabricados pela empresa
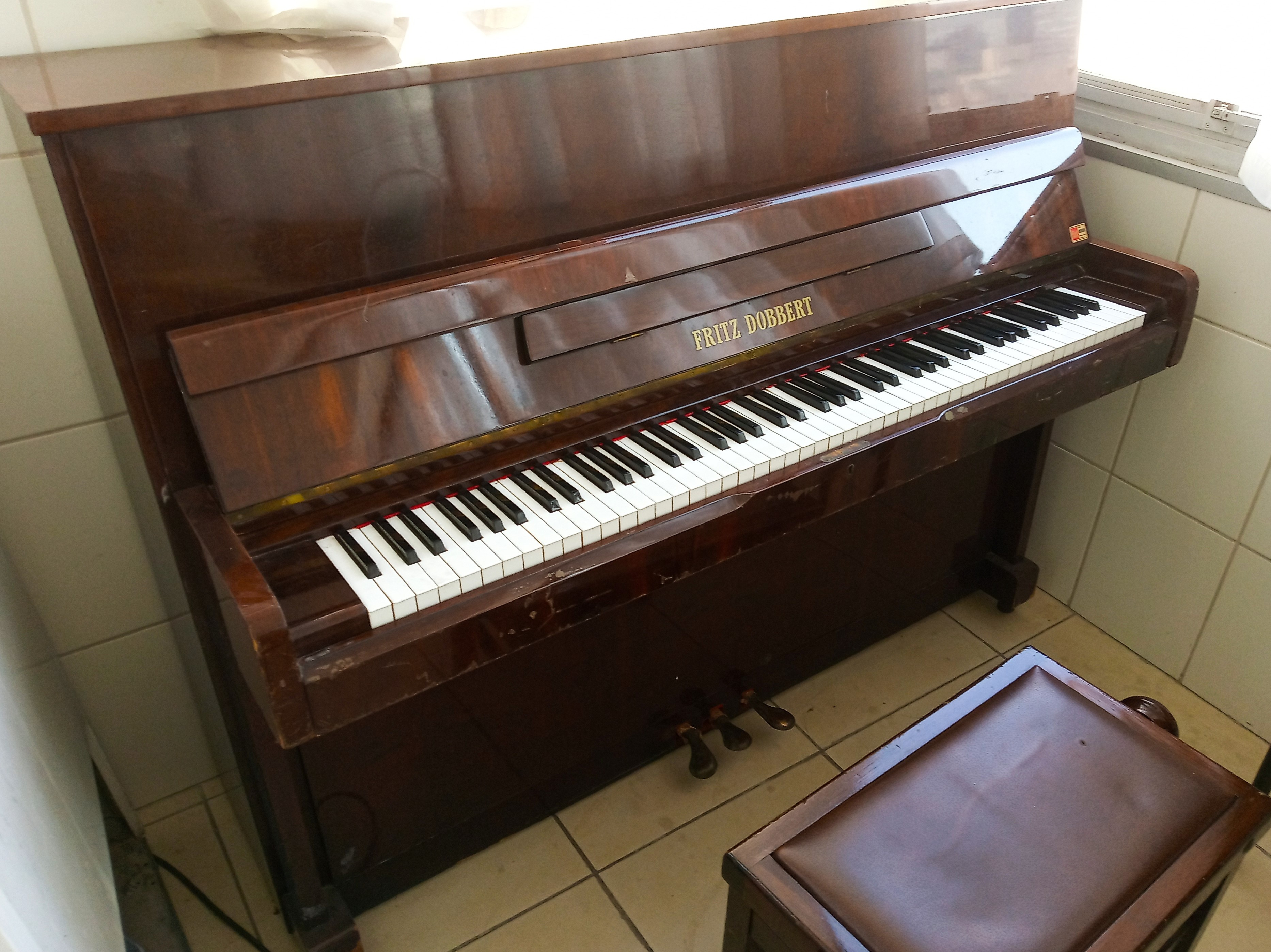
Um piano vertical Fritz Dobbert (modelo dos anos 1970)
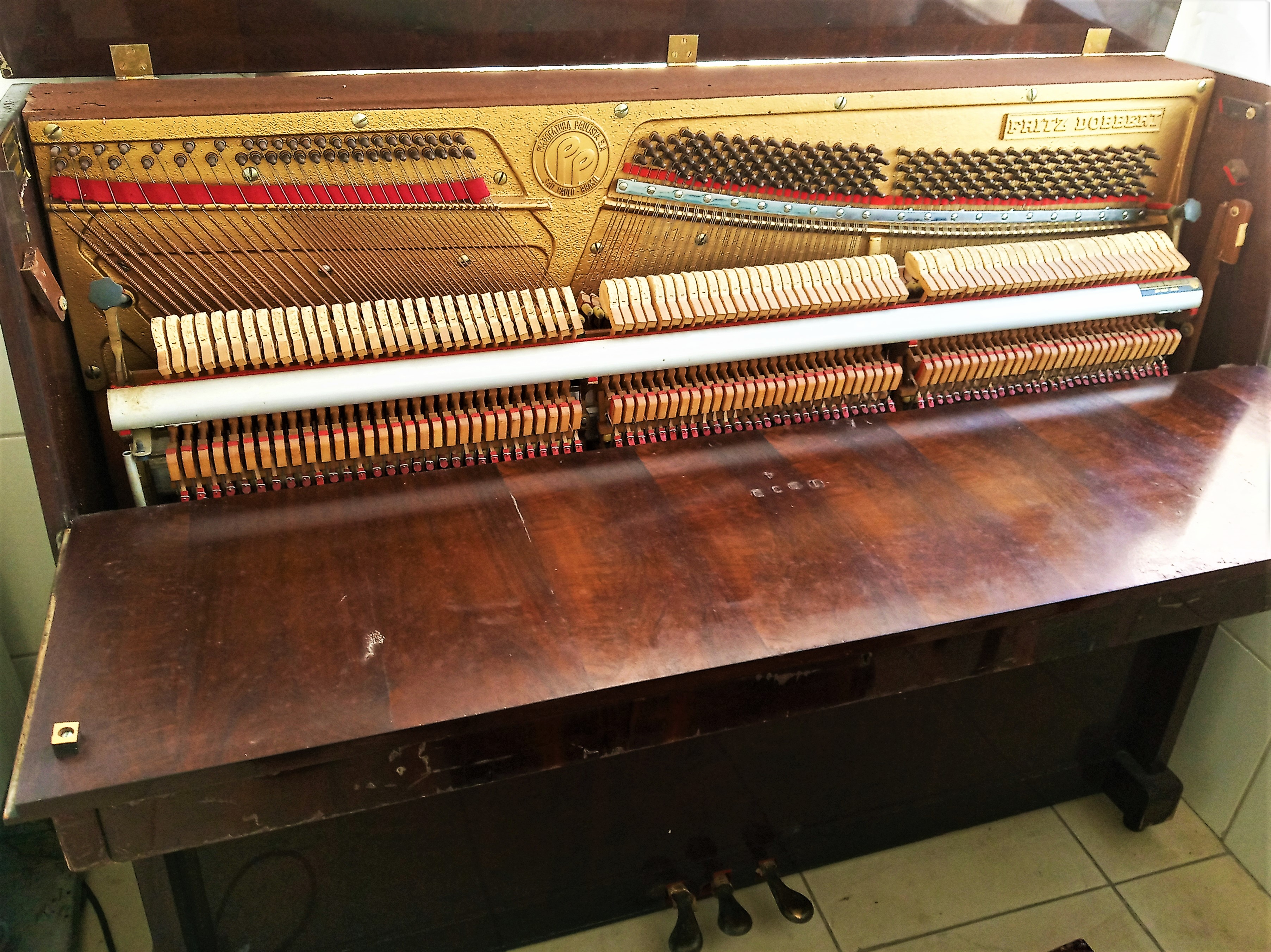
Parte interna do piano vertical
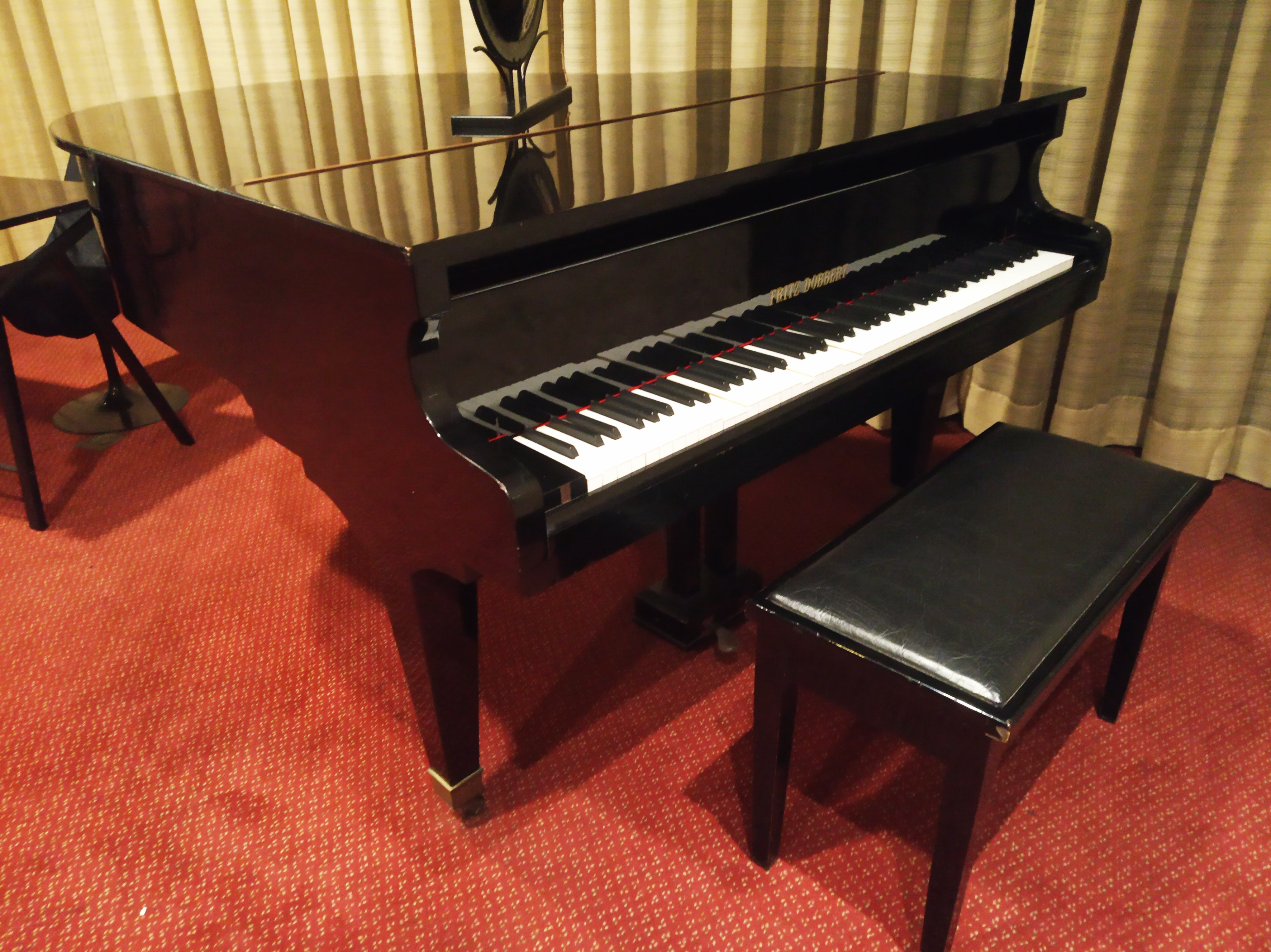
Um piano de cauda Fritz Dobbert (modelo dos anos 1980)
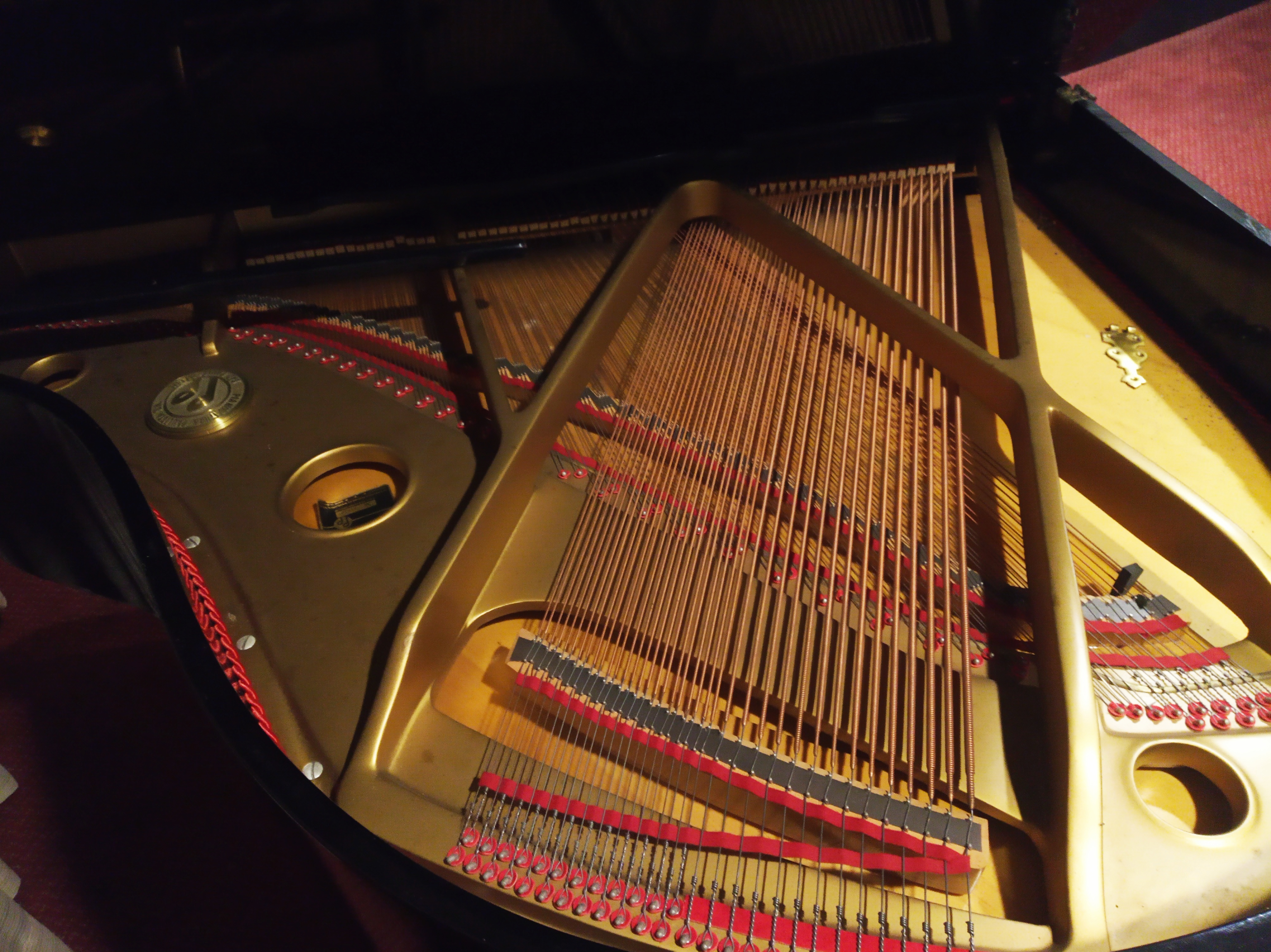
Parte interna do piano de cauda